# Montmelard
Montmelard település Franciaországban, Saône-et-Loire megyében. Lakosainak száma 356 fő (2022. január 1.). Montmelard Beaubery, Dompierre-les-Ormes, Gibles, Matour, Ozolles és Verosvres községekkel határos.

## Népesség
A település népességének változása:
| Lakosok száma | 339  | 343  | 355  | 356  | 364  | 371  | 379  | 367  | 356  |
|               | 2013 | 2015 | 2016 | 2017 | 2018 | 2019 | 2020 | 2021 | 2022 |